# Pagoda a pilastro unico
La Pagoda a pilastro unico (in vietnamita: Chùa Một Cột 񣘠 𠬠 榾, formalmente Diên Hựu tự [延 祐 寺] o Liên Hoa Đài [蓮花 臺]) è uno storico tempio buddista situato ad Hanoi, capitale del Vietnam. È considerato, insieme alla pagoda dei profumi, come uno dei due templi più iconici del Vietnam.
La pagoda, risalente al regno dell'imperatore Lý Thái Tông (1028-1054) è stata oggetto di restauro in epoca coloniale grazie all'intervento dell'École française d'Extrême Orient.
Nel 1954, alla partenza dei francesi dall'ormai ex-Indocina francese, la pagoda è vittima di un attentato dalle motivazioni tutt'oggi sconosciute.